# Метью Джон Мак-Грат
Метью Джон Мак-Грат, Метт Мак-Грат (англ. Matthew John “Matt” McGrath; 18 грудня 1878, Ніне, графство Тіпперері — 29 січня 1941, Нью-Йорк) — американський легкоатлет ірландського походження, метальник молота, олімпійський чемпіон та рекордсмен світу.

## Життєпис

Метт Мак-Грат у формі поліцейського

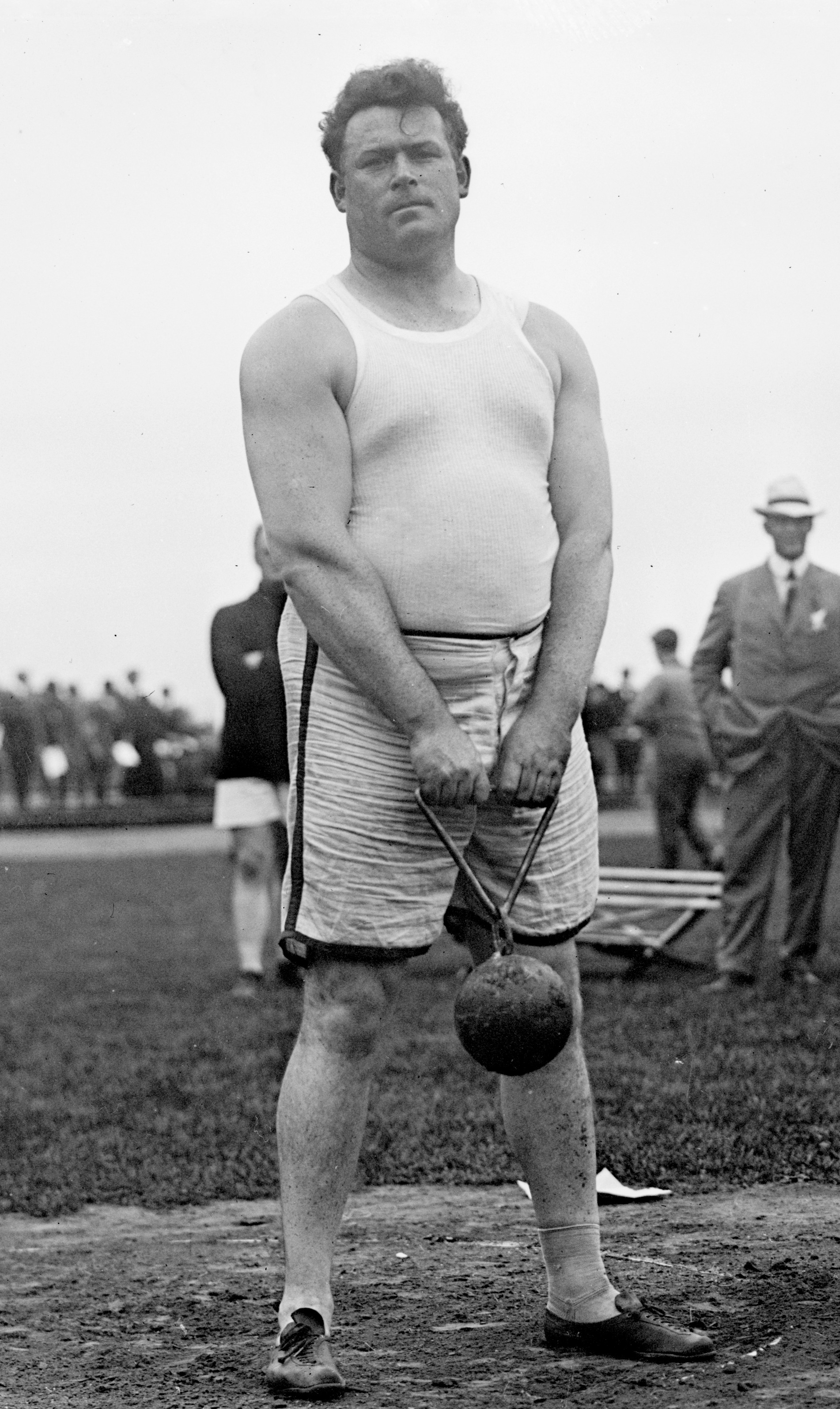
Метт Мак-Грат у 1911 році

Народився поблизу міста Ніне (Nenagh) в Ірландії, та ще в юності переїхав до Нью-Йорка.
Мак-Грат служив у нью-йоркській поліції з 1902 аж до своєї смерті в 1941 році. Двічі він був нагороджений медаллю поліції Нью-Йорка за доблесть.
Займатись спортом та показувати високі результати почав досить пізно. Свій перший чемпіонат США виграв, коли йому виповнилося 30 років. У 1907 встановив свій перший світовий рекорд з метання молота (щоправда неофіційний).

## Олімпійські ігри
Метт Мак-Грат дебютував на Олімпійських іграх в 1908 році та посів друге місце, поступившись першістю своєму співвітчизнику Джону Фленагану. Цікавим був той факт, що Фленаган був, як і Мак-Грат, ірландцем за походженням, та також служив у Ньюйоркській поліції.
У 1911 Мак-Грат встановив новий світовий рекорд з метання молота — 57,10 м.
Виграти Олімпійські ігри Мак-Грату вдалося вже наступного разу — у 1912 році. Він виграв ці змагання, встановивши при цьому олімпійський рекорд — 54,54 м.
На Олімпіаді 1920 року Джон Мак-Грат посів п'яте місце через травму коліна.
На Олімпійських іграх 1924 року Мак-Грат завював свою другу срібну медаль у віці 46 років.
в 1928 році, будучи майже 50-річним чоловіком, він приїхав змагатися на п'ятих своїх Олімпійських іграх до Амстердаму та з незрозумілих причин не був допущений до змагань.
Він виграв сім титулів чемпіона США з метання молота, причому останній з них в 1926 у віці 48 років та ще сім чемпіонських титулів з метання 56-фунтового снаряда, встановив два світові рекорди в 1907 році і 1911 році, а його олімпійський рекорд 1912 р. не був побитий протягом 24 років, аж до 1936 р., коли німець Карл Хейн на Олімпійських іграх в Берліні встановив новий рекорд — 59,49 м.